# Hiltrud Breyer
Pour les articles homonymes, voir Breyer.
Hiltrud Breyer, est une femme politique allemande née le 22 août 1957 à Sarrebruck. Elle est membre de l'Alliance 90 / Les Verts et a été députée européenne de 1989 à 2009 et de 2012 à 2014.

## Biographie
Elle a été élue pour la première fois lors des élections européennes de 1989. Elle a été réélue lors des élections européennes de 1994, de 1999 et de 2004.
Lors des élections européennes de 2009, elle est à nouveau candidate sur la liste de l'Alliance 90 / Les Verts mais sa position ne lui permet pas de se faire élire. Elle retrouve cependant son mandat au parlement européen le 30 octobre 2013 après l'élection de Franziska Brantner au Bundestag lors des élections fédérales allemandes de 2013.
Au cours de la 7e législature, depuis son retour au parlement européen, elle siège au sein du groupe des Verts/Alliance libre européenne. Elle est membre de la commission des affaires étrangères.